# Conophytum limpidum
Conophytum limpidum är en isörtsväxtart som beskrevs av Steven A. Hammer. Conophytum limpidum ingår i släktet Conophytum, och familjen isörtsväxter. Inga underarter finns listade i Catalogue of Life.